# Pátek (postava)

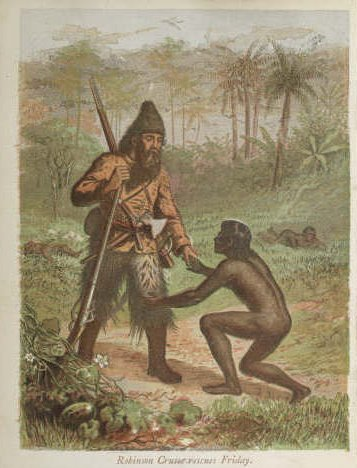
Pátek zachráněný Robinsonem Crusoe.

Pátek  je postava z knihy anglického autora Daniela Defoa: Robinson Crusoe, námořník z Yorku, jeho život a neobyčejná dobrodružství, která vyšla poprvé v roce 1719. Českým čtenářům je nejznámější verze knihy převyprávěná Josefem Věromírem Plevou z roku 1956, který také upravil některé části knihy. 
Pátek je druhá nejvýznamnější postava knihy. Indiánský chlapec ze Země za měsícem, kterého Robinson zachránil před kanibaly. Na počest dne, kdy k záchraně došlo, mu dal jméno Pátek. Pátek se stal Robinsonovi vděčným společníkem na pustém ostrově, na který jen výjimečně zajížděli kanibalové sníst zajatce ze vzájemných válek. Pátek byl původem divoch, ale Robinson ho během společného života na ostrově převychoval v evropském duchu. Pátek s Robinsonem spolu zachránili další dvě osoby před smrtí v divošských rukou, jedním z nich byl Pátkův otec. Později, po mnohaletém pobytu na ostrově, se podaří Pátkovi i Robinsonovi společně odplout do Evropy na lodi, která k opuštěnému ostrovu náhodně připlula. Založili v Anglii obchodní dům Robinson & Pátek.
Člověk Pátek (Man Friday, jiným českým názvem Robinson Crusoe a jeho Pátek) je podle Pátka pojmenovaná verze filmového ztvárnění románu Daniela Defoa britsko-americké výroby režiséra Jacka Golda. V jeho podání je Pátek chytřejší než Robinson, který se ani na pustém ostrově nedokáže zbavit nánosu civilizace a svého přesvědčení o nadřazenosti bílé rasy. Pátkova přirozená inteligence a tolerance mu umožní získávat navrch nad Robinsonem.